# Da’an (köpinghuvudort i Kina, Shaanxi, lat 33,06, long 106,30)
Da'an är en köpinghuvudort i Kina. Den ligger i provinsen Shaanxi, i den nordvästra delen av landet, omkring 280 kilometer sydväst om provinshuvudstaden Xi'an. Antalet invånare är 22 204. Befolkningen består av 11 068 kvinnor och 11 136 män. Barn under 15 år utgör 15,0 %, vuxna 15-64 år 71 %, och äldre över 65 år 12,0 %.
Runt Da'an är det ganska tätbefolkat, med 90 invånare per kvadratkilometer. Da'an är det största samhället i trakten. I omgivningarna runt Da'an växer i huvudsak blandskog.
Genomsnittlig årsnederbörd är 1 059 millimeter. Den regnigaste månaden är juli, med i genomsnitt 243 mm nederbörd, och den torraste är december, med 2 mm nederbörd.